# Inspektorat Grodzieński Armii Krajowej
Inspektorat Grodzieński Armii Krajowej – terenowa struktura Okręgu Białystok Armii Krajowej

## Skład organizacyjny
Organizacja w 1944:
- Obwód Grodno Lewy Niemen
- Obwód Grodno Prawy Niemen
- Obwód Wołkowysk